# Europese kampioenschappen judo 1972
De Europese kampioenschappen judo 1972 waren de 21-ste editie van de Europese kampioenschappen judo mannen en werden op zaterdag 13 en zondag 14 mei 1972 gehouden in de toenmalige sporthal “De Vliegermolen” te Voorburg, in de Nederlandse provincie Zuid-Holland. Op deze kampioenschappen behaalde Wim Ruska twee gouden medailles.

## Resultaten
| Gewichtsklasse | Goud                 | Zilver               | Brons                                |
| -------------- | -------------------- | -------------------- | ------------------------------------ |
| – 63 kg        | Jean-Jacques Mounier | Sergey Suslin        | Sergey Melnichenko Karl-Heinz Werner |
| – 70 kg        | Dietmar Hoetger      | Anatoli Novikov      | Marian Talaj Albert Verhülsdonk      |
| – 80 kg        | Jean-Paul Coche      | Guram Gogolauri      | László Ipacs Andrey Tsyupachenko     |
| – 93 kg        | Angelo Parisi        | Jan Bosman           | Ernst Eugster Evgeny Solodukhin      |
| 93+ kg         | Wim Ruska            | Givi Onatsjvili      | Vitali Kuznetsov Santiago Ojeda      |
| Open           | Wim Ruska            | Jean-Claude Brondani | Klaus Hennig Serhei Novikov          |

## Medaillespiegel
| Plaats | Land                           | Goud | Zilver | Brons | Totaal |
| 1      | Nederland                      | 2    | 1      | 1     | 4      |
| 2      | Frankrijk                      | 2    | 1      | 0     | 3      |
| 3      | Duitse Democratische Republiek | 1    | 0      | 2     | 3      |
| 4      | Verenigd Koninkrijk            | 1    | 0      | 0     | 1      |
| 5      | Sovjet-Unie                    | 0    | 4      | 5     | 9      |
| 6      | Bondsrepubliek Duitsland       | 0    | 0      | 1     | 1      |
| 6      | Hongarije                      | 0    | 0      | 1     | 1      |
| 6      | Polen                          | 0    | 0      | 1     | 1      |
| 6      | Roemenië                       | 0    | 0      | 1     | 1      |
| Totaal | Totaal                         | 6    | 6      | 12    | 24     |

## voetnoot
1. ↑  In 1975 verkreeg Angelo Parisi de Franse nationaliteit en kwam sindsdien uit voor Frankrijk.

## Referentie
- (en) Judo Inside, European Championships 1972